# Rossella Galbiati
Rossella "Rosa" Galbiati (Milà, 11 d'octubre de 1958) és una ciclista italiana, ja retirada, que va combinar el ciclisme en pista amb la carretera. En el seu palmarès destaca el Campionat d'Itàlia en ruta de 1984 i una medalla de bronze al Campionat del Món en pista de 1984.

## Palmarès en ruta
- 1978
  -  Campiona d'Itàlia en ruta
- 1987
  - 1a al Trofeu Alfredo Binda
- 1992
  - Vencedora de 2 etapes del Giro de Sicília